# Bruit routier
 (septembre 2024).
La mise en forme du texte ne suit pas les recommandations de Wikipédia : il faut le « wikifier ».
Les points d'amélioration suivants sont les cas les plus fréquents. Le détail des points à revoir est peut-être précisé sur la page de discussion.
- Les titres sont pré-formatés par le logiciel. Ils ne sont ni en capitales, ni en gras.
- Le texte ne doit pas être écrit en capitales (les noms de famille non plus), ni en gras, ni en italique, ni en « petit »…
- Le gras n'est utilisé que pour surligner le titre de l'article dans l'introduction, une seule fois.
- L'italique est rarement utilisé : mots en langue étrangère, titres d'œuvres, noms de bateaux, etc.
- Les citations ne sont pas en italique mais en corps de texte normal. Elles sont entourées par des guillemets français : « et ».
- Les listes à puces sont à éviter, des paragraphes rédigés étant largement préférés. Les tableaux sont à réserver à la présentation de données structurées (résultats, etc.).
- Les appels de note de bas de page (petits chiffres en exposant, introduits par l'outil «  Source ») sont à placer entre la fin de phrase et le point final[comme ça].
- Les liens internes (vers d'autres articles de Wikipédia) sont à choisir avec parcimonie. Créez des liens vers des articles approfondissant le sujet. Les termes génériques sans rapport avec le sujet sont à éviter, ainsi que les répétitions de liens vers un même terme.
- Les liens externes sont à placer uniquement dans une section « Liens externes », à la fin de l'article. Ces liens sont à choisir avec parcimonie suivant les règles définies. Si un lien sert de source à l'article, son insertion dans le texte est à faire par les notes de bas de page.
- La présentation des références doit suivre les conventions bibliographiques. Il est recommandé d'utiliser les modèles {{Ouvrage}}, {{Chapitre}}, {{Article}}, {{Lien web}} et/ou {{Bibliographie}}. Le mode d'édition visuel peut mettre en forme automatiquement les références.
- Insérer une infobox (cadre d'informations à droite) n'est pas obligatoire pour parachever la mise en page.

Pour une aide détaillée, merci de consulter Aide:Wikification.
Si vous pensez que ces points ont été résolus, vous pouvez retirer ce bandeau et améliorer la mise en forme d'un autre article.

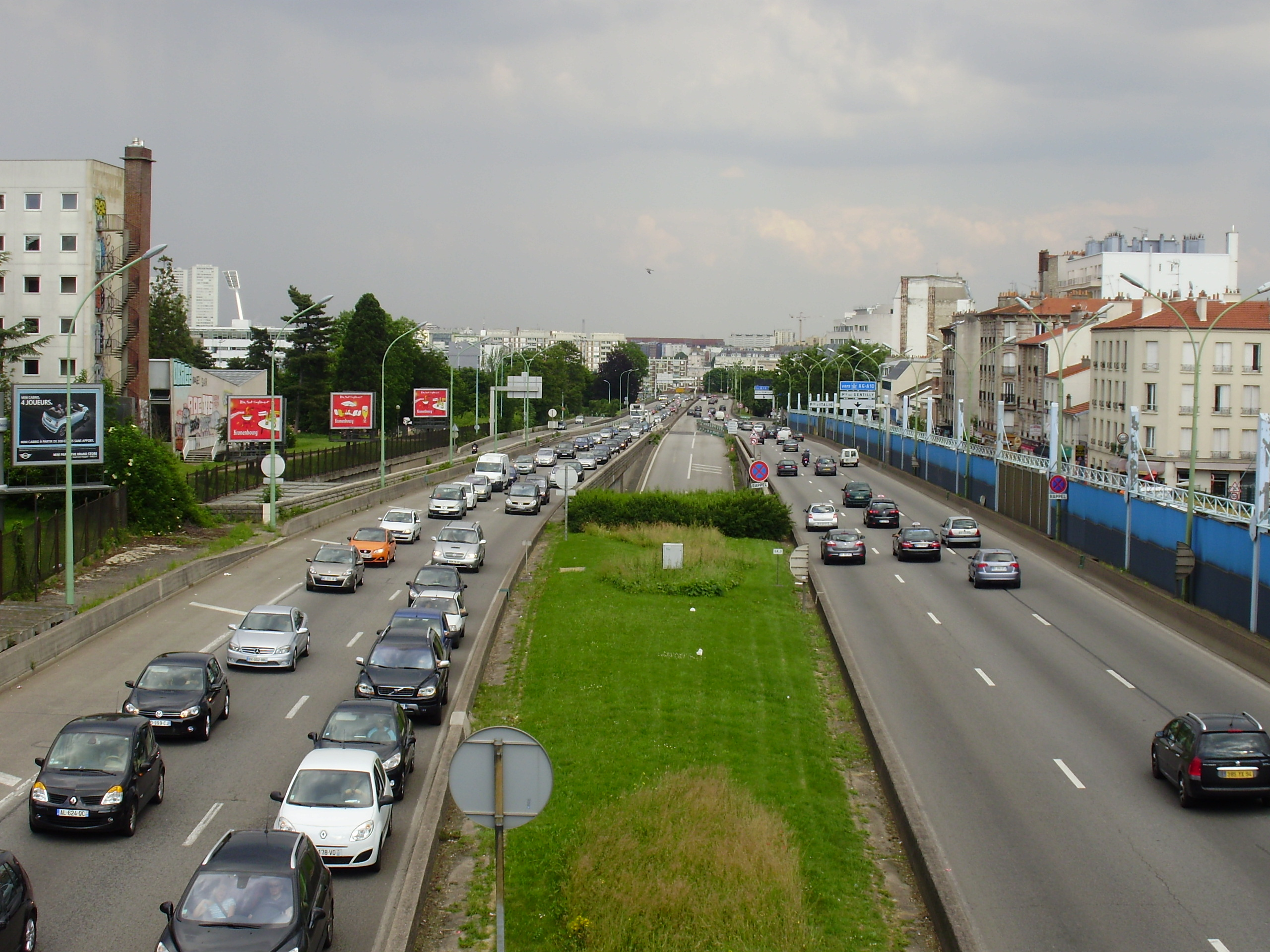
Trafic routier sur le périphérique parisien

Le bruit routier désigne l'ensemble des bruits émis par la circulation routière et l'entretien des routes. 
Il est source de nuisances pour les riverains et contribue à la pollution sonore et à une dégradation de la naturalité de l'environnement, notamment pour de nombreuses espèces sauvages qui sont confrontées à un environnement de plus en plus artificiellement bruyant. La situation devrait empirer à l'avenir car des routes bruyantes sillonnent déjà une grande partie du monde, et les études prospectives en attendent 25 millions de kilomètres supplémentaires de 2010 à 2050, assez pour ceinturer la planète plus de 600 fois,. Les routes sont devenues à l'échelle de la planète et au niveau du sol la première source de « bruit environnemental » anthropique (un phénomène similaire existe avec les grandes routes maritimes pour l'océan).  

## Éléments de définition

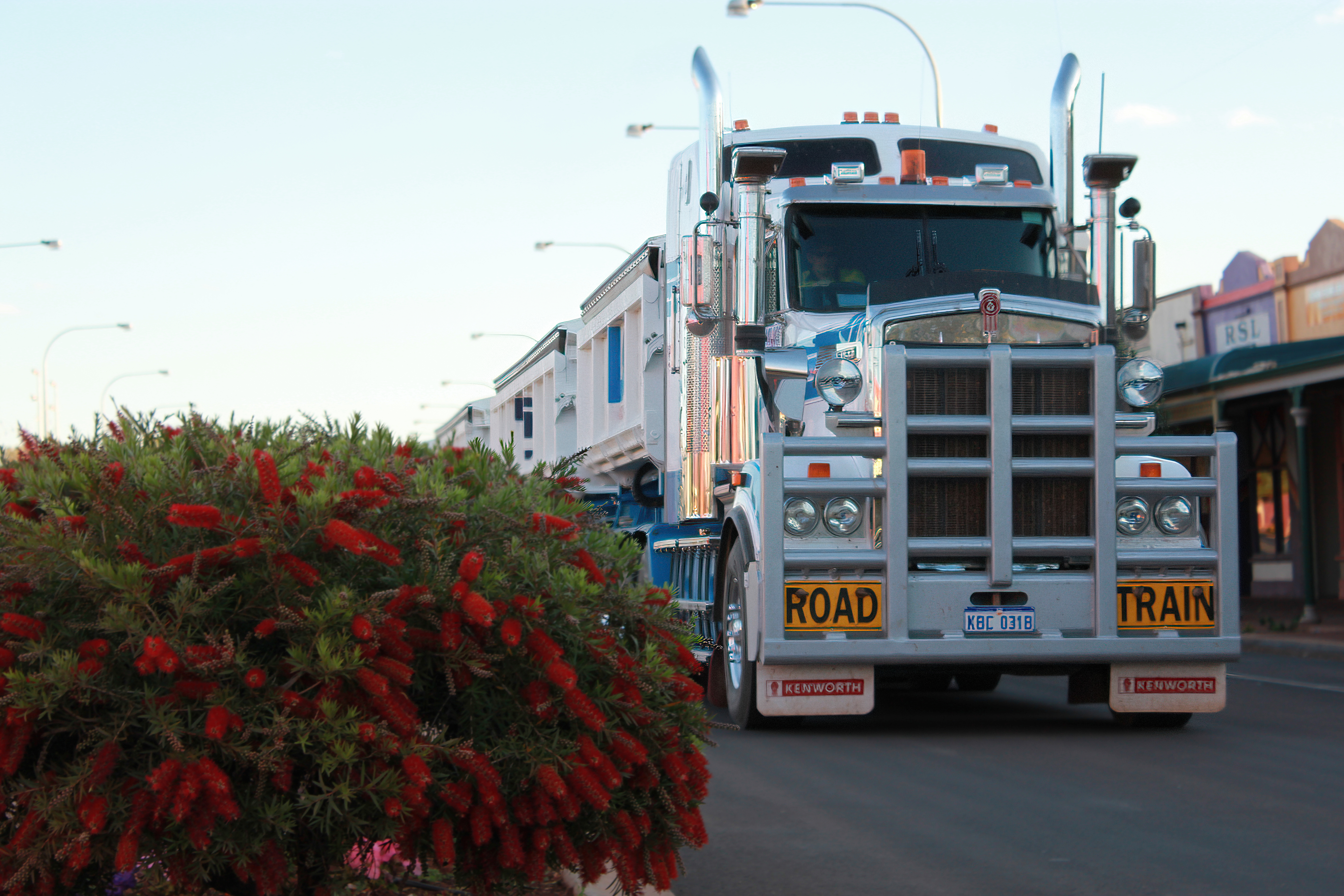
Certains véhicules, tel ce tracteur de train routier sont particulièrement bruyants

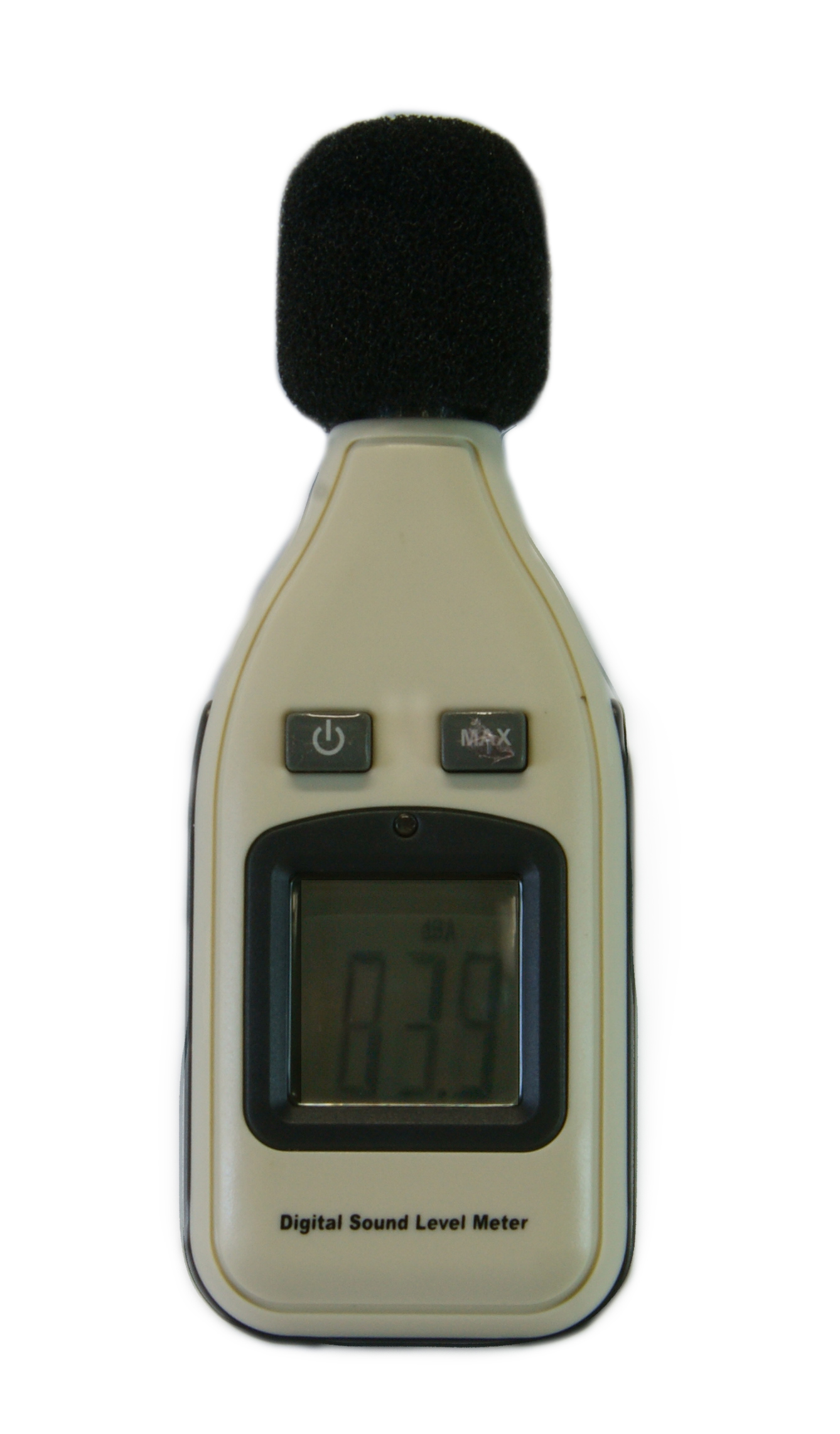
Exemple de sonomètre permettant la mesure du bruit routier (en dB)

Pour l'ouie humaine, le bruit routier est composé notamment du bruit des moteurs de véhicules et de sa réverbération par d'éventuelles parois ou éléments réfléchissants situés de part et d'autre de l'axe de transport (route, autoroute...), mais également des bruits aérodynamiques, du bruit émis par le frottement des pneus sur la chaussée, des freins, des klaxons... Il comprend aussi le bruit des activités d'entretien de la route : brossage, salage, fauchage, réparations, etc. Il ne constitue qu'une partie du bruit de la circulation qui intègre aussi les bruits générés par d'autres modes de transports, comme le transport ferroviaire ou le bruit aérien (du transport aérien). 
Il existe aussi des ultrasons et des infrasons : ils nous sont inaudibles, mais sont perçus par de nombreux animaux, ce qui peut les perturber.

## Enjeux
Le bruit routier est une source de nuisances sonores pour les riverains ou personnes ou activités (sanitaires, touristiques et de loisir par exemple) situées à proximité d'axes routiers. Il est aussi l'un des composants majeurs de la pollution sonore qui comprend des effets de fragmentation écopaysagère. La pollution sonore a aussi des effets néfastes sur la santé humaine. 
Les auteurs de traités sur l'élevage, dont Xénophon par exemple savent depuis longtemps combien des animaux, mêmes domestiques, peuvent être sensibles au bruits. Le bruit routier interfère maintenant dans le monde et sur des millions de km d'axes routiers et autoroutiers avec la communication acoustique de nombreuses espèces animales qui vivent ou peuvent vivre aux abords des routes, en particulier chez les oiseaux, avec des effets secondaires induits sur les écosystèmes et les services écosystémiques. 
De plus, les effets écologiques négatifs et directs du bruit se cumulent en réalité avec ceux des polluants routiers, de la pollution lumineuse et du phénomène de roadkill. Le bruit routier est également souvent associé à une dégradation de l'environnement nocturne (plus que dans les autres contextes de transport, car d'une part les routes les plus éclairées sont souvent à fort trafic nocturne, et d'autre part parce que les autres axes de transports comme les canaux, voies ferrées et axes de transport aérien ne sont pas ou moins éclairés).

## La part du bruit routier dans les impacts faunistiques des routes

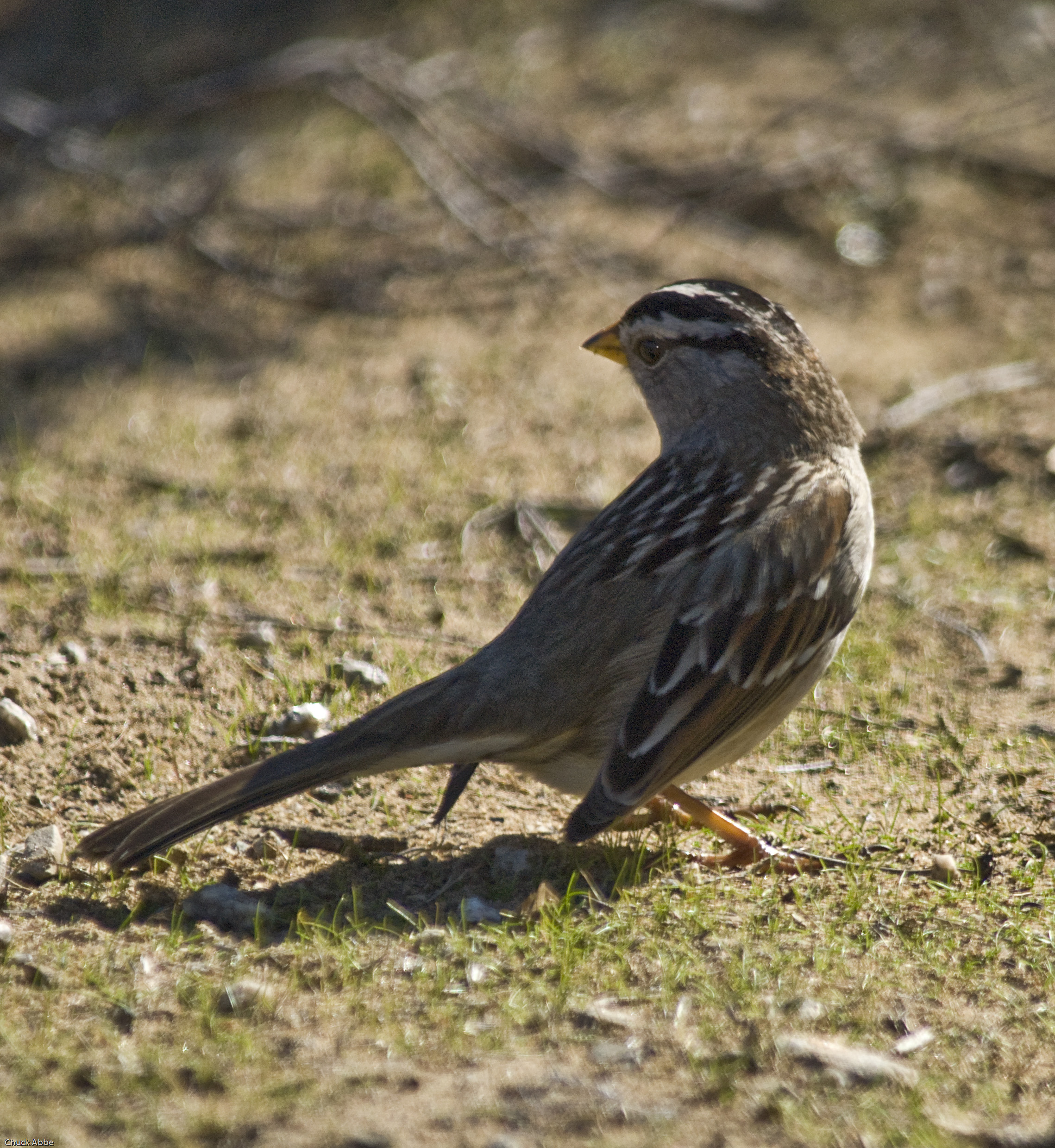
', et expérimentalement en laboratoire, quand ce bruant (Zonotrichia leucophrys, migrateur courant en Amérique du Nord) est exposée à un enregistrement de bruit routier moyen à intense (55 à 61 dB), il passe beaucoup plus de temps aux aguets, à tourner la tête pour inspecter son environnement... au détriment du temps passé à se nourrir ; Sa masse corporelle s'en ressent, au point de mettre en péril l'oiseau durant sa migration. Plus le « bruit routier » augmente, plus l'animal maigrit anormalement. Aucun phénomène d'habituation de la vigilance au bruit n'a été constaté chez ces oiseaux, ce qui suggère selon W.F Laurance que pour un moineau ou une espèce qui migre dans un environnement potentiellement riche en prédateurs, apprendre à ignorer certains bruits est une stratégie trop risquée (et qui augmenterait le risque de roadkill)

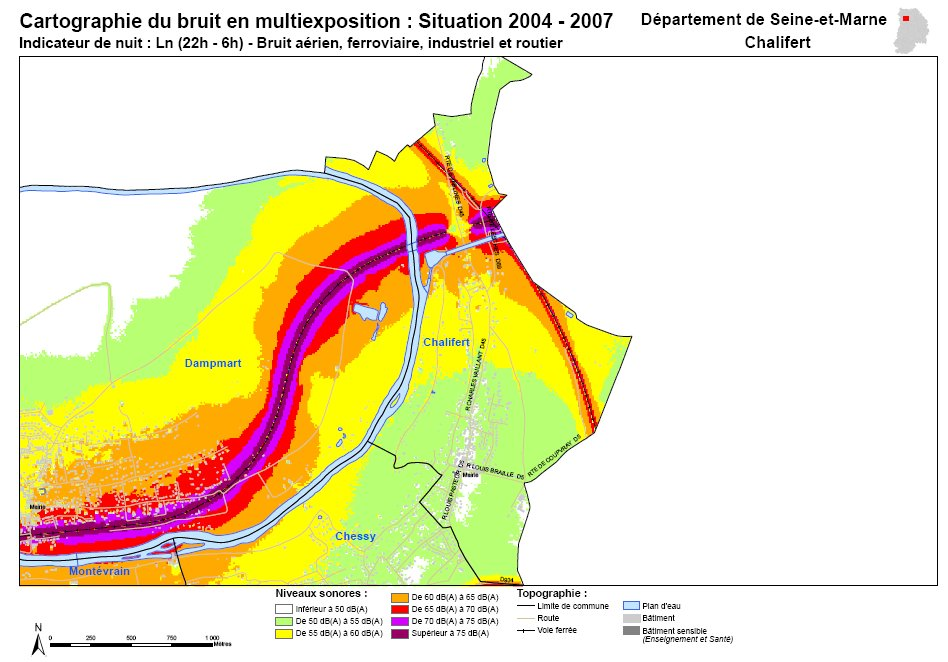
Exemple de carte d'exposition au bruit, montrant l'importance des axes de circulation en tant que source de bruit (ici : commune de Chalifert)

Des décennies de recherche laissaient suspecter qu'aux abords des routes, la faune sauvage souffre du « halo sonore » créé par la circulation routière, et que ce bruit est l'une des principales causes de déclin de la population de nombreuses espèces constatées à proximité des routes et dans toutes les régions très fragmentées par des voies à fort trafic. Mais on a longtemps mal appréhendé l'importance spécifique du bruit routier relativement aux nombreux autres impacts du transport routier sur la santé humaine, en termes de nuisances et surtout en termes d'effets écologiques et écopaysagers. 
En Europe centrale, en automne, selon une étude de 2014, en dessous de 49 décibels, les impacts semblent nuls ou limités pour les oiseaux. 
En 2015, des ornithologues américains et des chercheurs de l'université d'État de Boise installent dans un paysage dépourvu de routes (et préalablement inventorié du point de vue de ses populations d'oiseaux) une « route fantôme ». Cet environnement sonore, simulant une route et son trafic, a été créé au moment de la migration d'automne sur une zone de haltes migratoires bien connue des ornithologues. Sur un demi-kilomètre le long d'une crête située transversalement aux voies locales de migration aviaire dans un paysage du Sud-Ouest de l'Idaho, un alignement de haut-parleurs diffusait des enregistrements de bruits de circulation. L'intensité sonore utilisée correspond à celle d'une rue de banlieue, soit 37 à 48 dB de plus que le bruit ambiant. Le paysage était composé d'une mosaïque de zones buissonneuses et de résineux. Deux zones de contrôles ont été intégrées à l'étude : une route sans bruit, et une organisation des haut-parleurs sur la route fantôme, telle qu'à des intervalles réguliers sur certaines sections les oiseaux ne perçoivent plus de bruits (disparition acoustique de la route). Ce protocole a permis d'étudier à la fois l'abondance et le comportement des oiseaux face au bruit routier, un degré exceptionnellement élevé de confiance pour ce type d'étude. 
Les résultats de l'étude montrent que là où ils ont été exposés, les oiseaux ont changé de comportement et sont devenus nettement moins abondants (−31 % au niveau de la route fantôme en termes de nombre d'individus, toutes espèces confondues, avec pour 5 des 21 espèces capturées des baisses très importantes). Pour celles des espèces d'oiseaux qui sont restées sur le site en dépit du bruit, les chercheurs ont montré que par rapport à la population-témoin, leur état de santé s'est dégradé, de même que l' « efficience de la halte migratoire » (traduction de la notion anglophone de « stopover efficiency » qui mesure la capacité d'un animal à améliorer sa condition physique au fil du temps lors d'une halte migratoire, ce qui est particulièrement important pour les animaux migrateurs car ils doivent accumuler une réserve optimale de graisse avant leur migration). William F. Laurance (universitaire australien spécialiste en « écologie du bruit ») ajoute que si « sur leurs territoires de reproduction fixes, certaines espèces d'oiseaux peuvent partiellement surmonter les bruits de la route en décalant les fréquences de leurs chants, comme certaines espèces de grenouilles d'élevage le font en période active de migration, les options sont limitées : les signaux sonores, tels que les sons de véhicules, ne peuvent pas être ignorés car ils pourraient masquer le bruit d'approche d'un prédateur. » (sur un territoire que l'oiseau ne connait pas).  
Des bruits routiers continus ou imprévisibles aggravent le stress des oiseaux migrateurs, qui passent alors plus de temps à être vigilants et moins à se nourrir (ce qui a été démontré in situ et confirmé en laboratoire sur le Bruant à couronne blanche  (Zonotrichia leucophrys) par Ware et al.) et  « ce qui augmente leur risque d'une sous-alimentation mortelle ».

Le « bruit routier » est donc - à lui seul - une cause de fragmentation écopaysagère ; il dégrade la valeur de l'habitat pour les oiseaux chanteurs migrateurs concluent les auteurs de cette étude. Ces derniers estiment aussi que leurs résultats ont « de larges implications pour la conservation des oiseaux migrateurs et peut-être pour d'autres espèces sauvages, car les grands facteurs qui régissent le comportement alimentaire sont similaires chez les animaux ». « Pour la faune qui reste dans les zones bruyantes, la pollution sonore représente une source invisible de dégradation d'un habitat (...) par ailleurs approprié ». 
Les auteurs ont complété cette expérimentation faite in situ par des expériences de laboratoire, notamment destinées à évaluer et mesurer l'effet du bruit routier sur le comportement alimentaire et les comportements de vigilance. La sous-alimentation des petits oiseaux prospectant les bords de route, après y être arrivés en bonne santé, ne peut être totalement expliquée par une réduction de la ressource alimentaire dans les endroits bruyants, car cette sous-alimentation induite touche également les oiseaux frugivores/granivores et insectivores, et les abords de routes sont plutôt riches en graines et invertébrés. Un stress accru lié à la présence de prédateurs aurait pu être une des explications in situ, car par exemple la buse et le faucon crécerelle ont appris à chasser plus facilement le long de certaines routes, mais le bruit routier suffit à lui seul à (systématiquement) provoquer cet amaigrissement en environnement contrôlé au laboratoire (en l'absence de prédateur).
Ces travaux ont confirmé que la présence d'oiseaux chanteurs aux abords de routes bruyantes ne signifie aucunement que le bruit n'a pas d'effets délétères sur ces oiseaux. 
De plus, pour limiter la gêne pour les riverains, pour moins priver les agriculteurs de terres arables et surtout pour éviter d'avoir à exproprier les terrains les plus coûteux, les maîtres d'ouvrage ont souvent eu tendance quand ils le pouvaient à faire passer les routes et autoroutes dans les milieux naturels plutôt que dans les zones cultivées ou urbanisées, or ces milieux étaient souvent des haltes migratoires ou des zones importantes pour l'alimentation et le repos de la faune sauvage.
Pour W. Laurance, il n'y a aucune raison de présumer que seuls les systèmes routiers sont concernés parmi les voies de transport. 
Il cite en exemple des espèces marines (cétacés utilisant écholocation et poissons migrateurs) qui pourraient être gênés ou être amenés à éviter les régions les plus sonores (dont les zones où des navires de guerre ou techniques utilisent des sonars à haute intensité). 
Sur terre, les chauves-souris pourraient aussi être gênées par certaines longueurs d'onde interférant avec leurs capacités d'écholocation. 

Le bruit généré sur des sentiers de randonnée par les écotouristes tranquilles ou par des chercheurs s'est lui-même montré capable de réduire l'activité de la faune locale, comme cela a été démontré en 2008 dans les zones protégées de Californie et en forêt pluvieuse à Sumatra (Indonésie).
Un cas particulier est celui d'animaux utilisant des infrasons de basse-fréquence pour communiquer sur de longues distances comme les baleines en mer, ou sur terre des animaux aussi différents que les éléphants et les casoars, qui seraient alors plus vulnérables encore aux bruits de la route, car les sons de basse fréquence (inaudibles pour l'homme) se transmettent a priori plus loin et mieux et sont bien moins susceptibles d'être bloqués par les dispositifs anti-bruit, la végétation et les obstacles naturels. Pour ces espèces, l'"effet perturbant de halo sonore" induit par les routes pourraient être énorme (se mesurant éventuellement en kilomètres). Un indice allant dans le sens de cette hypothèse est que l'on a montré que les espèces d'oiseaux forestiers qui communiquent dans les plus basses fréquences montrent toutes un évitement des routes bien plus marqué que celles qui communiquent à des fréquences plus élevées.

## Mesure et modélisation du bruit routier
Des mesures précises du bruit routier ont été permises par l'invention du sonomètre. Elles se sont généralisées depuis les années 1960, alors que la modélisation informatique et les systèmes de cartographie du bruit se perfectionnaient peu à peu et que la législation a progressivement pris en compte les effets du bruit routier en cherchant à mieux le réduire ou le masquer. Aux États-Unis le National Environmental Policy Act et le Noise Control Act (en) ont ainsi fait progresser la connaissance et la cartographie du bruit dans le paysage sonore, en s'appuyant sur des scientifiques acousticiens et des modèles de plus en plus précis afin notamment de planification, la construction ou la rénovation de routes moins néfastes du point de vue sonore. La plupart des pays développés disposent d'une législation sur le bruit routier.
En France le CEREMA a créé un logiciel et outil cartographique iteractif (PreDIR) qui matérialise sur des cartes 3D les zones urbaines vulnérables aux nuisances sonores issues du trafic routier.

## Réduction des bruits routiers

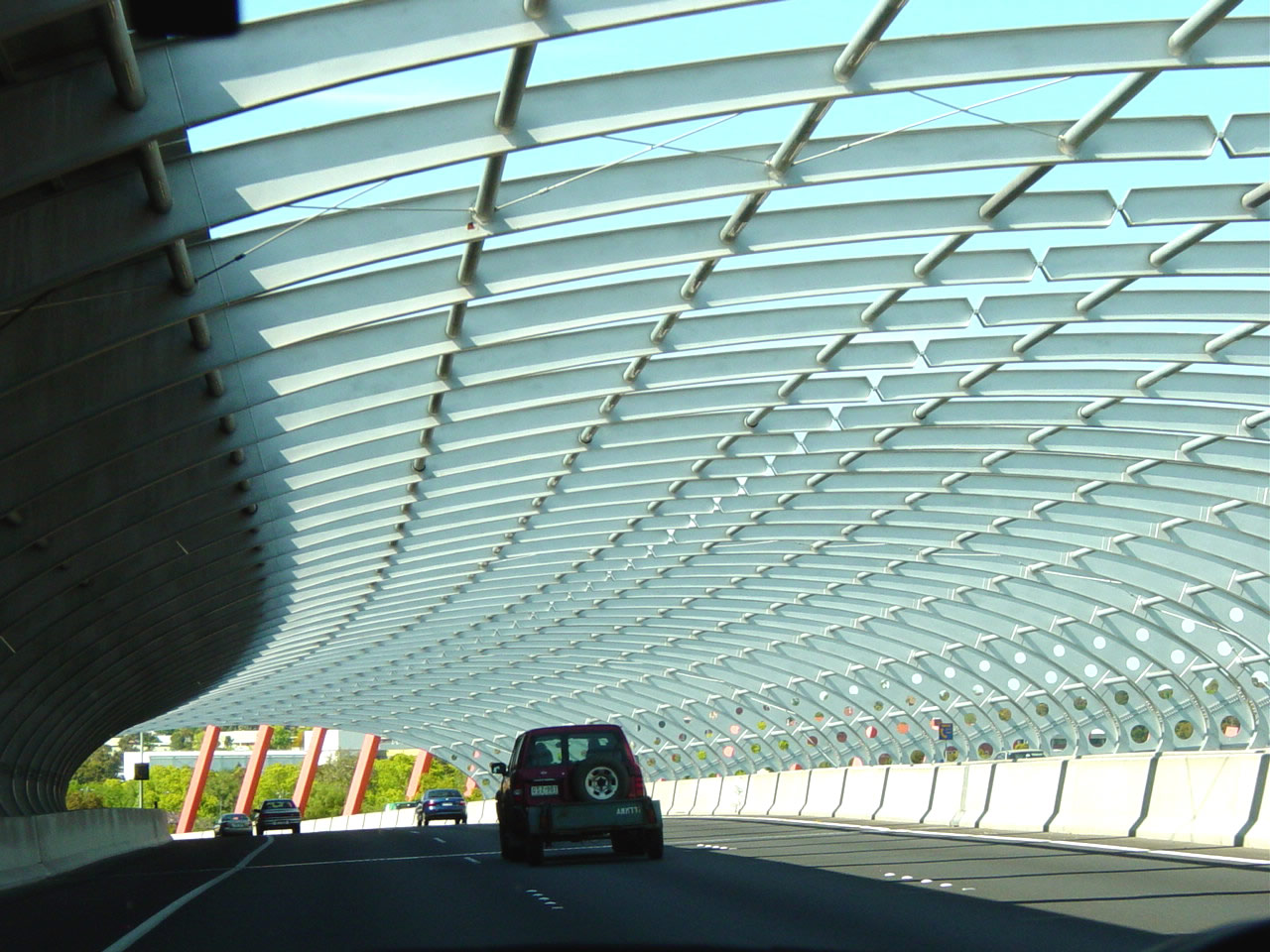
Exemple d'aménagement anti-bruit, qui protège les riverains, mais moins bien qu'un passage en tunnel. Ici les oiseaux restent exposés au bruit (Australie)

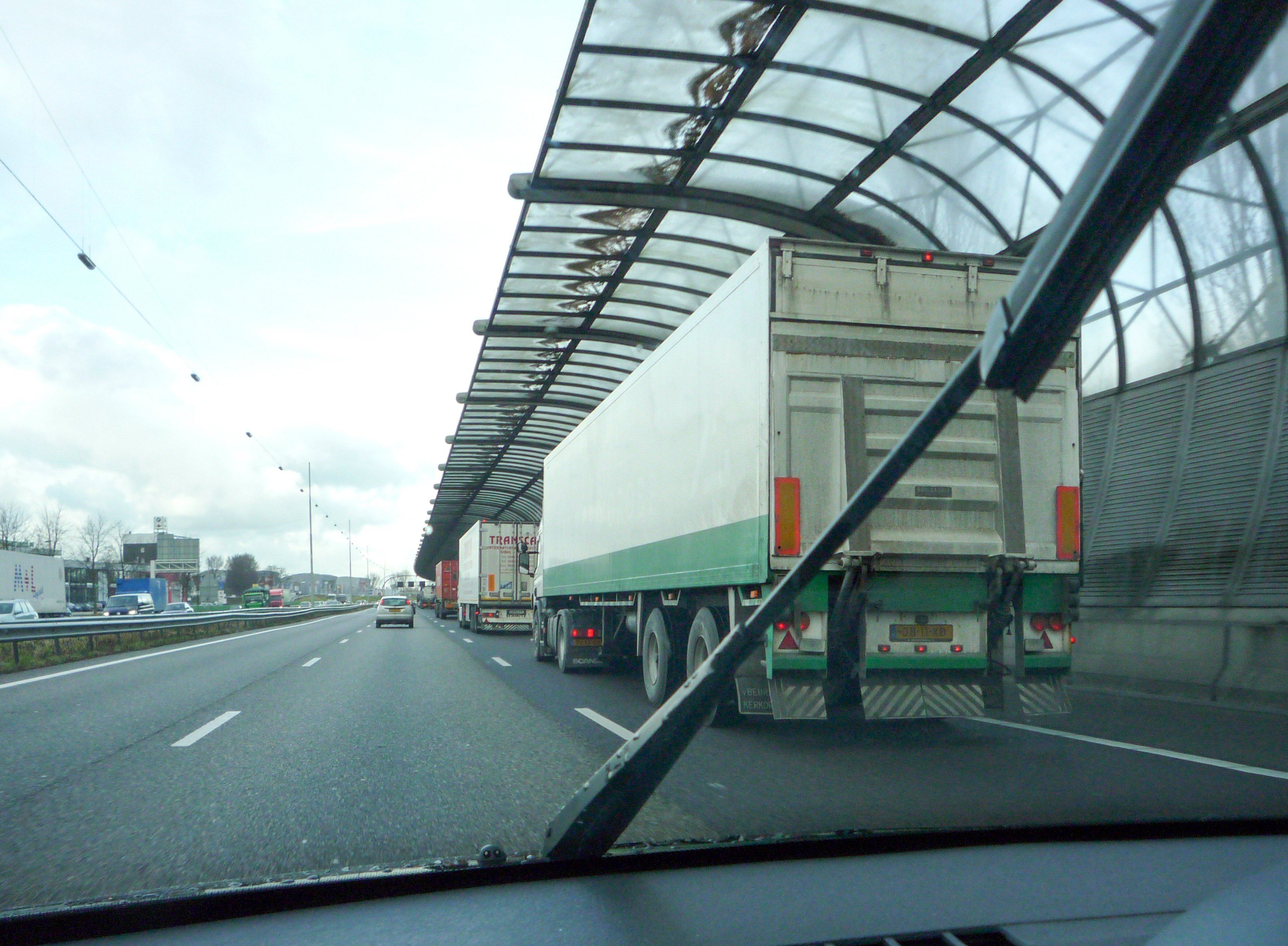
Installation qui renvoie le bruit vers la chaussée en protégeant la zone située derrière le mur anti-bruit

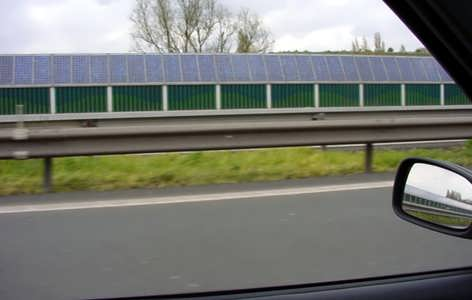
Mur anti-bruit, ici équipé de modules photovoltaïques

Des avancées technologiques des constructeurs automobiles et le souhait des automobilistes pour un environnement plus calme a contribué a baisser le niveau sonore des véhicules légers de 8 dB(A) depuis 1970 et de 11 dB(A) pour les poids lourds. 
De plus, des mesures plus circonstancielles peuvent être prises pour limiter le bruit routier, comme des murs anti-bruit, des limitations de vitesses, des aménagements de la voirie pour réduire la vitesse, la gestion différée de certains déplacements (notamment des poids lourds), ou une politique de réduction des déplacements motorisés individuels. 

## En France
En France, certaines de ces planifications peuvent être reportées aux travers de documents d'urbanismes comme le plan de déplacement urbain (PDU) ou le plan local d'urbanisme (PLU).
Un rapport du CEREMA publié en 2015 est destiné à sensibiliser et aider les gestionnaires d'espaces ou d'infrastructures linéaires de transport sur les enjeux écologiques du bruit routier, notamment en milieu rural, sur la base de retours d’expérience de travaux scientifiques et de recherche.